# Шалва Папуашвілі
Шалва Папуашвілі (груз. შალვა პაპუაშვილი; 26 січня 1976) — грузинський політик. Депутат грузинського парламенту з 2020 року. Голова парламенту з 29 грудня 2021 року.